# Шатијон на Сени
Шатијон на Сени (фр. Châtillon-sur-Seine) насеље је и општина у источном делу централне Француске у региону Бургоња, у департману Златна обала која припада префектури Монбар.
По подацима из 2011. године у општини је живело 5515 становника, а густина насељености је износила 166,37 становника/km². Општина се простире на површини од 33,15 km². Налази се на средњој надморској висини од 225 метара (максималној 298 m, а минималној 211 m).

## Демографија
| 1962. | 1968. | 1975. | 1982. | 1990. | 1999. | 2011. |
| ----- | ----- | ----- | ----- | ----- | ----- | ----- |
| 5.518 | 6.264 | 7.383 | 7.561 | 6.862 | 6.269 | 5.515 |

График промене броја становника у току последњих година